# 特殊建築物
特殊建築物（とくしゅけんちくぶつ）とは、建築基準法第二条二項で定められた「学校（専修学校及び各種学校を含む。以下同様とする。）、体育館、病院、劇場、観覧場、集会場、展示場、百貨店、市場、ダンスホール、遊技場、公衆浴場、旅館、共同住宅、寄宿舎、下宿、工場、倉庫、自動車車庫、危険物の貯蔵場、と畜場、火葬場、汚物処理場その他これらに類する用途に供する建築物」を言う。
戸建住宅、事務所などは特殊建築物に含まれない。
同法第六条第一項一号では、都市計画区域等の内外を問わず200平方メートルを超える特殊建築物は、建築確認を必要とすると定められている。
同法第十二条、及び施行令第十六条（https://laws.e-gov.go.jp/law/325CO0000000338#145 第十四条の二]の規定）では、特殊建築物等の定期報告について定められている。
同法第二十七条では、同法別表第一に示されるように、特殊建築物の多くは耐火建築物又は準耐火建築物としなければならないと定められている。
同法第三十五条では、特殊建築物の避難及び消火設備に関する技術的基準が定められている。
同法第三十五条の二では、特殊建築物の内装制限が定められている。 
同法第八十七条では、建物の用途を変更して特殊建築物とする場合に、建築確認が必要とされる条件を示している。 
同法第九十条の三では、特殊建築物のうち法別表一に示されるものは、安全上の措置の計画の届け出を行わなければならないと定めている。
また、建築基準法施行令第百十五条の三及び第百三十七条の十八では、同法別表第一の類似の用途について定めている。
その他、同令第百十七条、第百二十条、第百二十六条の二、第百二十六条の四では、特殊建築物の避難階段、排煙設備等について定められている。
また、同令第五章の二では、特殊建築物等の内装について定められている。

## 法別表第一
|        | （い） | （ろ）                   | （は） | （に） |
|        | 用途 | （い）欄の用途に供する階 | （い）欄の用途に供する部分（（一）項の場合にあつては客席、（五）項の場合にあつては三階以上の部分に限る。）の床面積の合計 | （い）欄の用途に供する部分（（二）項及び（四）項の場合にあつては二階の部分に限り、かつ病院及び診療所についてはその部分に患者の収容施設がある場合に限る。）の床面積の合計 |
| ------ | --- | ------------------------ | --- | --- |
| （一） | 劇場、映画館、演芸場、観覧場、公会堂、集会場その他これらに類するもので政令で定めるもの                                               | 三階以上の階             | 二百平方メートル（屋外観覧席にあつては、千平方メートル）以上                                                             | |
| （二） | 病院、診療所（患者の収容施設があるものに限る。）ホテル、旅館、下宿、共同住宅、寄宿舎その他これらに類するもので政令で定めるもの       | 三階以上の階             | 三百平方メートル以上 | |
| （三） | 学校、体育館その他これらに類するもので政令で定めるもの                                                                               | 三階以上の階             | | 二千平方メートル以上 |
| （四） | 百貨店、マーケット、展示場、キャバレー、カフェー、ナイトクラブ、バー、ダンスホール、遊技場その他これらに類するもので政令で定めるもの | 三階以上の階             | 三千平方メートル以上 | 五百平方メートル以上 |
| （五） | 倉庫その他これに類するもので政令で定めるもの                                                                                         |                          | 二百平方メートル以上 | 千五百平方メートル以上 |
| （六） | 自動車車庫、自動車修理工場その他これらに類するもので政令で定めるもの                                                                 | 三階以上の階             | | 百五十平方メートル以上 |